# 연백군 (대한민국 황해도)
연백군(延白郡)은 대한민국 황해도에 있는 대한민국의 군이다. 이북5도위원회가 관리하는 명목상의 행정 구역이다. 황해도 남부 해안에 위치한 군으로, 면적은 935.61km2이며, 1개 읍, 19개 면, 172개 리를 관할한다. 군청소재지는 연안읍 연성리이다.
1945년 11월 4일에 재조선 미국 육군사령부 군정청의 관할하에 있던 황해도 연백군의 38선 이남 지역이 경기도에 편입되면서 연백군이 신설되었으나, 1950년에 6.25 전쟁이 발발하면서 조선민주주의인민공화국의 지배하에 들어갔다. 뒤이어 1952년 12월에 조선민주주의인민공화국에서 군면리 대폐합이라고 부르는 행정 구역 개편이 시행되면서 연백군이 폐지되었고, 1953년 7월 27일에 체결된 한국 군사 정전에 관한 협정에 따라 옛 연백군 전역이 한반도 군사 분계선 이북 지역이 되었다. 따라서 대한민국 이북5도위원회에서 명목상 관할하는 황해도 연백군은 1945년 8월 15일 광복 당시의 행정 구역을 따르고 있다.

## 역사
1945년 9월 2일에 미국과 소련이 한반도를 분할 점령함으로써 38선 이남에 있던 황해도 연백군의 대부분 지역(연안읍·괘궁면·도촌면·봉북면·봉서면·석산면(화성면 일부 합면)·송봉면·온정면·용도면·유곡면·은천면(운산면 일부 합면)·해룡면·해성면·해월면·호남면·호동면)과 벽성군의 4개 면(내성면·추화면·일신면·청룡면)이 재조선 미국 육군사령부 군정청 관할 아래, 38선 이북에 있던 연백군 목단면·금산면 전부, 운산면·화성면 대부분이 소비에트 민정청 관할 아래 들어갔다. 이어 1945년 11월 4일에는 황해도의 38선 이남 지역이 경기도에 편입되었다. 이에 따라 황해도 연백군은 경기도 연백군이 되었다.
1950년에 조선민주주의인민공화국이 38선 이북의 연백군에 평산군 적암면과 금천군 산외면, 서북면을 편입시키고, 6.25 전쟁을 통해 점령한 38선 이남의 연백군에 남연백군을 설치하였다. 1952년 12월에는 조선민주주의인민공화국이 군면리 대폐합을 통해 행정 구역을 개편하여 연백군과 남연백군을 폐지하고, 배천군(운산면·화성면·금산면·은천면·석산면·도촌면·해월면과 호동면 일부)과 연안군(용도면·괘궁면·호남면·봉서면·해성면·송봉면과 목단면·호동면·봉북면·해룡면·연안면의 일부)을 신설하였다. 1953년 7월 27일에 체결된 한국 군사 정전에 관한 협정에 따라 연백군 전역이 한반도 군사 분계선 이북 지역이 되었다.

## 행정 구역
| 읍면           | 면적(km2) | 리 수 | 리(里) |
| -------------- | --------- | ----- | --- |
| 연안읍(延安邑) | 21.64     | 11    | 관천(館泉) 연성(延城) 모정(模井) 장곡(長谷) 미산(美山) 산양(山陽) 봉남(鳳南) 자양(紫陽) 오주(梧珠) 봉무(鳳舞) 단산(丹山)            |
| 괘궁면(掛弓面) | 58.97     | 8     | 우번(羽翻) 생금(生金) 화천(華川) 구암(鳩岩) 봉현(鳳峴) 산두(山斗) 도성(桃城) 갈암(葛岩)                                             |
| 금산면(金山面) | 74.42     | 9     | 선암(仙巖) 화양(花陽) 석천(石泉) 대아(大雅) 은산(銀山) 장현(長峴) 일곡(日谷) 예의(禮義) 선성(仙城)                                  |
| 도촌면(道村面) | 26.6      | 8     | 괴암(槐巖) 지산(芝山) 무구(無仇) 마천(馬泉) 신월(新月) 오산(梧山) 금산(琴山) 토월(兎月)                                             |
| 목단면(牧丹面) | 53.93     | 9     | 탁영(濯纓) 아현(雅峴) 의현(義峴) 정동(井洞) 성주(聖周) 창덕(彰德) 동운(東雲) 봉덕(鳳德) 덕양(德陽)                                  |
| 봉북면(鳳北面) | 60        | 9     | 소성(韶成) 산정(山井) 송전(松田) 오현(梧峴) 용남(龍南) 원동(院東) 광동(光東) 풍양(豊陽) 오성(梧城)                                  |
| 봉서면(鳳西面) | 25.81     | 8     | 정촌(鼎村) 현죽(玄竹) 봉황(鳳凰) 미산(美山) 번계(磻溪) 소아(小雅) 월파(月波) 명천(鳴川)                                             |
| 석산면(石山面) | 35.11     | 6     | 용동(龍東) 월암(月巖) 문창(文昌) 묵화(墨花) 구산(九山) 수복(壽福)                                                                   |
| 송봉면(松逢面) | 43.18     | 8     | 운계(雲溪) 대룡(大龍) 도룡(渡龍) 노정(老亭) 청송(靑松) 송현(松峴) 청계(淸溪) 증산(增山)                                             |
| 온정면(溫井面) | 33.81     | 7     | 금성(錦城) 모례(慕禮) 상운(祥雲) 향정(杏亭) 창동(昌東) 아양(峨洋) 낙선(樂善)                                                        |
| 용도면(龍道面) | 55.76     | 11    | 천태(天台) 청계(淸溪) 운중(雲中) 안정(安井) 송학(松鶴) 옥야(沃野) 대평(大坪) 심계(深桂) 현암(玄巖) 발산(鉢山) 난계(蘭溪)            |
| 운산면(雲山面) | 72.49     | 8     | 호산(虎山) 강서(江西) 우포(牛浦) 파릉(巴陵) 석산(石山) 대야(大也) 도태(都台) 주암(舟巖)                                             |
| 유곡면(柳谷面) | 52.8      | 9     | 식현(食峴) 금곡(金谷) 용현(龍峴) 계화(桂花) 이포(梨圃) 화성(花城) 유천(柳川) 충무(忠武) 영성(永成)                                  |
| 은천면(銀川面) | 52.04     | 12    | 연남(蓮南) 영천(穎川) 구암(龜巖) 고읍(古邑) 정촌(亭村) 홍곡(鴻谷) 산음(山陰) 양청(兩請) 비봉(飛鳳) 성호(星湖) 옥산(玉山) 연동(蓮東) |
| 해룡면(海龍面) | 31        | 7     | 금천(琴川) 대흥(大興) 용남(龍南) 금산(錦山) 맹산(孟山) 흥운(興雲) 부사(富士)                                                        |
| 해성면(海城面) |           | 7     | 초양(草陽) 화양(華陽) 매정(梅井) 해남(海南) 구룡(九龍) 무릉(武陵) 일신(日新)                                                        |
| 해월면(海月面) | 47.21     | 9     | 금산(金山) 송계(松溪) 토현(兎峴) 운산(雲山) 환성(環城) 해월(海月) 용봉(龍鳳) 벽란(碧瀾) 문산(文山)                                  |
| 호남면(湖南面) | 46.18     | 8     | 소정(素井) 자봉(雌鳳) 개현(蓋峴) 석천(石泉) 송야(松野) 호서(湖西) 읍동(邑洞) 파항(把抗)                                             |
| 호동면(湖東面) | 40.03     | 8     | 나진포(羅津浦) 남당(南塘) 개안(開安) 거안(居安) 추정(楸井) 봉화(烽火) 용산(龍山) 유정(留亭)                                         |
| 화성면(花城面) | 52.71     | 10    | 오봉(梧鳳) 포운(浦雲) 운곡(雲谷) 화장(禾場) 송천(松川) 호국(護國) 화산(花山) 금계(金鷄) 산전(山田) 용전(龍田)                       |

## 참고 문헌
- “황해도 시군 소개”. 이북5도위원회.
- “황해도 기구 및 정원”. 이북5도위원회.

## 같이 보기
- 연백군